# Igreja de Santo Antônio (Volta Redonda)
A Igreja de Santo Antônio é o primeiro templo religioso edificado na cidade de Volta Redonda, no Estado do Rio de Janeiro, Brasil.

## História
A construção desta igreja iniciou-se em fins da década de 1870 e sua inauguração deu-se em 1883 com a doação de terreno ao lado da margem direita do Rio Paraíba do Sul por iniciativa particular. Os habitantes da povoação de Santo Antônio da Volta Redonda, surgida em 1864 ao lado de uma ponte de madeira, reclamavam da distância de um local para culto religioso, eles faziam seus casamentos e batizados na matriz de São Sebastião da Barra Mansa, a cerca de 10 quilômetros do povoado. As viagens eram demoradas, portanto, cansativas para os cerca de mil habitantes da povoação.
Feita a reclamação para a Câmara Municipal de Barra Mansa, da qual o povoado fazia parte, a construção da capela não demorou a ser feita. O estilo utilizado foi o neoclássico simples. Era uma capela de frontispício triangular e apenas o pórtico de entrada curvo encimado por um sol estilizado, tudo em branco e ocre. Nas laterais não havia janelas apenas óculos em meia-lua que permitiam a entrada da luz exterior no templo. Do interior pouco se sabe, mas com certeza deveria ser simples, apenas com altar- mor e poucos bancos, reflexo da vida pobre do povoado que carecia de tudo.
Como sabemos, esse minúsculo lugar foi escolhido para sediar uma moderna indústria de siderurgia em fins dos anos 1930 do século XX. O povoado e suas cercanias receberam várias hordas de migrantes vindas de todo o Brasil.
A princípio, o local escolhido para construir a empresa siderúrgica ficava longe do povoado de Volta Redonda cerca de 4 quilômetros. Isso poupou a destruição do velho templo e das casas construídas no final do século XIX. Porém, em começo de 1950 cogitou-se a demolição da antiga capela pois a nova cidade já chegava nos limites do antigo povoado. Porém, o que aconteceu foi que ao invés de demolir a antiga capela do século XIX,optou-se por sua ampliação e modificação de estilo arquitetônico. O estilo escolhido para a nova igreja foi o eclético misturando o gótico, neoclássico e um pouco de mourisco. A igreja em fins de 1955 foi aberta ao povo, permanecendo até hoje com os mesmos traços desde sua inauguração.